# Filadelfiakyrkan, Örebro
Filadelfiakyrkan (Baptistförsamlingen Filadelfia) är en frikyrka i centrala Örebro, ansluten till Evangeliska Frikyrkan.

## Historia
Filadelfiakyrkan har historiskt sin grund i Örebro baptistförsamling (idag Betelkyrkan), som bildades 1854. Medan Örebro baptistförsamling fortfarande var relativt nybildad blev predikanten John Ongman dess föreståndare. Till en början uppskattades Ongmans förkunnelse, men efter att han grundat en bibelskola som utbildade både män och kvinnor började han uppleva motstånd. Inte bara motstånd från Örebro baptistförsamling utan även från hela Baptistsamfundet. Kvinnorna som deltog i denna bibelskola kallades hånfullt för "Ongmans flickor" men John Ongman stod för idén om att såväl män som kvinnor hade rätten att predika evangeliet. 1897 fick denna avvikande uppdelning Ongmans anhängare att begära utträde, därav bildades också den nya församlingen Filadelfia och John Ongman blev direkt dess föreståndare.
Filadelfia blev en del av Baptistsamfundet, och den sedan tidigare bildade Örebro missionsförening (sedermera Örebromissionen) blev en central punkt i församlingen. Genom denna grundade John Ongman en ny bibelskola, Örebro missionsskola, med fokus på att utbilda både predikanter och missionärer. Trots att Örebromissionen till en början var en missionsavdelning för Filadelfia så anslöt sig flera församlingar i Sverige till denna.
År 1937 bröt sig Örebromissionen från Baptistsamfundet för att utgöra ett eget samfund. Samfundet uppgick 1997 tillsammans med Helgelseförbundet och Fribaptistsamfundet i Nybygget - Kristen Samverkan, som senare bytte namn till Evangeliska Frikyrkan (EFK). På så sätt är Filadelfia inte endast en del av samfundet EFK utan historiskt också dess ursprung. Filadelfiakyrkans nuvarande lokaler invigdes 1961.